# Kutara grisescens
Kutara grisescens är en insektsart som beskrevs av Evans 1947. Kutara grisescens ingår i släktet Kutara och familjen dvärgstritar. Inga underarter finns listade i Catalogue of Life.